# Megatoma ruficornis
Megatoma ruficornis is een keversoort uit de familie spektorren (Dermestidae). De wetenschappelijke naam van de soort werd in 1866 gepubliceerd door Charles Nicolas Aubé.